# Darkman III - Darkman morirai
Darkman III - Darkman morirai (Darkman III: Die Darkman Die) è un  film del 1996, ultimo capitolo della serie Darkman.

## Trama
Peyton Westlake sta ancora cercando la chiave per creare una formula permanente per la pelle liquida per riparare il viso e le mani bruciate. Dopo che Westlake, nei panni del suo alter ego Darkman, interrompe uno scambio criminale guidato dall'uomo d'affari corrotto e boss del crimine Peter Rooker, viene avvicinato dalla dottoressa Bridget Thorne. Thorne, uno dei medici che ha salvato la vita di Westlake dopo il suo brutale attacco per mano di Robert G. Durant, lo convince che vuole aiutarlo a perfezionare la sua pelle liquida, e anche a riparare il suo sistema nervoso, permettendogli di ritrovare finalmente parte della sua perdita sensoriale. Utilizzando un laboratorio che Thorne ha allestito in un complesso industriale abbandonato, Westlake riesce a creare una piccola quantità di pelle liquida permanente, che non si decompone alla luce del sole come invece fanno gli altri suoi campioni.
Thorne poi rivela di essere in realtà l'amante di Rooker. Rooker arriva e spiega che desidera la forza sovrumana che Westlake ha a sua disposizione. I due progettano di usare Westlake come cavia per svelare i segreti dietro la sua forza. Westlake viene catturato e vengono presi il suo campione di pelle liquida e le ricerche. Westlake ha un dispositivo di scossa elettrica impiantato nel suo corpo e viene sottoposto a una serie di test. Alla fine, riesce a rimuovere il dispositivo e sfuggire alla presa di Rooker.
Westlake, cercando di saperne di più su Rooker, incontra la sua trascurata moglie Angela e la sua giovane figlia, Jenny. All'inizio preoccupato, alla fine sviluppa sentimenti per i due quando si rende conto di quanto sia solitaria e vuota la sua vita capendo di aver trovato una compagna e la possibilità di poter avere una famiglia. Usa la sua pelle liquida per assumere l'identità di Rooker e riversa la sua energia nell'essere un padre e un marito amorevoli, incluso vedere Jenny esibirsi nella recita della sua scuola de "La bella e la bestia". Tutte cose che Rooker non ha mai fatto nella sua vita verso la sua famiglia. Peyton volendo proteggere Angela e Jenny si rivela ad Angela giorni dopo spiegandole la verità e che se vuole davvero proteggere se stessa e la figlia deve lasciare il marito perché visto il tipo di uomo che è Rooker sarà sempre un pericolo per entrambe. Angela in un primo momento non ci crede ma dopo aver visto il medaglione che Jenny gli aveva regalato si rende conto della verità. A confermare ciò sarà durante la cena in un ristorante con il marito e alla fine Angela decide di lasciare Rooker e portare via Jenny dalla vita del padre malvagio.
Rooker utilizza i dati dei test di Westlake per creare una formula di super forza. Lo dà ai suoi uomini e ordina loro di assassinare un procuratore distrettuale idealista durante una riunione pubblica. Westlake arriva ed è in grado di fermare il tentativo di assassinio. Rooker, scoprendo come Westlake ha rubato la sua identità e che si è innamorato di Angela e che si è affezionato a Jenny mette in atto un piano diabolico, fa uccidere Thorne durante la cena nel ristorante con la moglie che assiste al delitto inorridita dopodiché riporta la sua famiglia al laboratorio di Thorne, tenendoli in ostaggio per attirare Peyton e ucciderlo. Quindi si inietta la formula della super forza e combatte Westlake quando viene a salvare Angela e Jenny. Westlake recupera il campione di pelle liquida permanente durante il combattimento, ma il suo disco di ricerca viene distrutto da Rooker. Darkman finalmente prende il sopravvento e induce Rooker a cadere in un trituratore industriale, uccidendolo.
Una linea del gas naturale danneggiata quindi esplode, provocando l'incendio del laboratorio; Westlake riesce a salvare Angela e Jenny, ma la faccia di Jenny è terribilmente ustionata. Westlake decide di usare la pelle liquida per riparare il viso di Jenny piuttosto che il suo come atto di affetto verso la bambina. Dopo che Angela ringrazia Westlake per aver salvato sua figlia, li lascia, giurando di continuare il suo lavoro sulla formula mentre combatte il crimine come Darkman.

## Altri capitoli
- Darkman (1990), di Sam Raimi
- Darkman II - Il ritorno di Durant (1995), di Bradford May